# Xã Harris, Michigan
Xã Harris (tiếng Anh: Harris Township) là một xã thuộc quận Menominee, tiểu bang Michigan, Hoa Kỳ. Năm 2010, dân số của xã này là 1.968 người.